# Syringodermataceae
A Syringodermataceae barnamoszatok családja. Két nemzetsége a Microzonia és a Syringoderma.

## Történet
A Syringoderma floridana fajt 1984-ben fedezte fel E. C. Henry.:26
Eleinte csak a Syringodermát helyezték ide, míg a Microzonia a Cutleriaceae családba tartozott. 2003-ban Burrowes et al. a Microzoniát áthelyezték a Syringodermatalesbe.
2019-ben a Microzonia velutina adathiányos volt az IUCN alapján.:11
Adl  et al. 2019-es rendszertanában egyetlen nemzetsége a Syringoderma.

## Életciklus
Izogám élőlények 2–4 sejtű redukált gametofitonnal és apikálisan és marginálisan növekvő parenchimás sporofitonnal. Nemzedékváltakozása heteromorf. Spórangiumai szesszilisek és az alga széléhez közel vannak.:131

## Élőhely
24–96 m mély meleg mérsékelt övi vízben igazoltan él Florida keleti partjához és a Kanári-szigetekhez közel.:131:26

## Morfológia

### Sejt
Lemezes plasztiszaikban nincs pirenoid.

### Szervezet
Gametofitái szalagos alakúak, sporofitái parenchimásak. Az ivarsejt-egyesüléshez ciklikus szénhidrogéneket használnak. Életciklusa haplodiplonta heteromorf életciklus.
Thallusai legyező alakúak, melyek fonalak laterális kohéziójából alakulnak ki marginális merisztémából. Az életciklusminták különösen eltérnek a Microzonia nemzetségében, ahol a gametofitonok fonalasak vagy 2–4 sejtre redukálódtak. Ez az izomorf életciklus módosulása, így a Syringodermatales egyike a több barnamoszatrendnek, melyben a gametofiton generáció mérete kisebb.